# Lotte Hedeager
Lotte Hedeager   (Copenhaguen, 24 de febrer de 1948) és una arqueòloga danesa que treballa a Noruega.
Hedeager rep el seu títol de professora el 1970 i un doctorat en arqueologia prehistòrica a la Universitat de Copenhaguen el 1978. Es va graduar com a "Dr Phil." per la Universitat d'Aarhus el 1990. Va treballar prèviament a la Universitat de Lund i a la Universitat de Copenhaguen. Hedeager és un dels principals experts en els països nòrdics i tot Europa de l'edat de ferro i principis de l'edat mitjana. Ha treballat extensament per a la col·laboració interdisciplinària. És membre de l'Acadèmia Noruega de Ciències i Lletres.
Hedeager rep un doctorat a la Universitat d'Aarhus el 1990 amb una tesi anomenada Dinamarca a l'Edat de Ferro, entre la tribu i l'estat, i té una àmplia autoritat internacional i nòrdica. El 1996 va ser professora d'arqueologia a la Universitat d'Oslo. Ha estat descrita com una veritable escandinava: Nascuda a Dinamarca, viu a Suècia i treballa a Noruega.